# カステラ一番
カステラ一番（カステラ いちばん）は、フリーのものまねタレント。以前は、本名の木原 恵一（きはら けいいち）という名前で活動していた。タレント業の傍ら、ショーや若手のプロデュースも手がけている。

## 来歴
- 1968年 長崎県諫早市で誕生。
- 両親の仕事の都合で、大阪府摂津市に引越し。
- 諫早市立小栗小学校⇒諫早市立諫早中学校⇒長崎県立大村工業高等学校卒業
- 1987年 高校卒業後、コンピュータープログラマーとして就職。コンシューマーゲーム、ファミコン、FM-TOWNS等のゲームを担当した。この仕事はのちに、コロッケの付き人を辞めた後、しばらくアルバイトとしてもしている。
- 1988年 当時、ものまね王座決定戦で人気者のコロッケの付き人になる。
- 1990年 フジテレビ系深夜番組「第八法廷」にて被告人役。
- 1990年 フジテレビ系ものまね『ものまね珍坊』など数本のバラエティー番組に出演。当時は「ふらんけん」の愛称で、ものまね四天王のコンサート等をサポートしていた。
- 1991年 当時のコロッケの所属事務所であった、ミヤエンタープライズを退職し、付き人も辞める。
- 1991年～ 六本木のショーパブ「ポストスクエア YOU」ショースタッフ。
- 1992年 お笑いコンビ「だぶるあっぷ」結成。有線ラジオでレギュラーをもつ。
- 1993年～　手腕をかわれ、三軒茶屋、高円寺、地元長崎、麻布などのショーパブの立ち上げに参加。（プロデュースを始めたのもこの頃だと、ラジオ談）
- 1993年 現在の所属事務所の前身でもある、オフィスインディーズの小松氏（当時：社長）と出会い所属タレントに。
- 1994年 ものまねが中心になりはじめたことにより「だぶるあっぷ」解散。
- 2006年 映画「日本以外全部沈没」にハリウッドスター役で出演。
- 2014年 所属事務所を退社し、フリー活動を始める。

## 主なものまねレパートリー
- アーノルド・シュワルツェネッガー
  - ターミネーターシリーズ
- オリバー・カーン
- ミック・ジャガー
- さだまさし
- 美川憲一
- 沢田研二
- 田原俊彦
- 郷ひろみ
- 野口五郎
- 五木ひろし
- カルロス・トシキ
- 藤井フミヤ
- 森進一
- Toshl (X JAPAN)
- 前川清
- 福山雅治
- 西川貴教（T.M.Revolution）
- 小林旭
- 小泉純一郎
- 丹波哲郎
- 吉田拓郎
- 桂銀淑
- 小日向文世
- ふかわりょう
- モト冬樹
- 水谷豊
- 西村雅彦
- 川内康範
- 中居正広
- 小野正利
- 根本要（スターダストレビュー）
- 岡野昭仁（ポルノグラフィティ）
- TOKIO

## エピソード
この項目は、本人がラジオ・テレビ・ライブ等で発した言葉をそのまま表記しており、本人のネタである可能性を残している。
- まったく霊感がなかったが、故丹波哲郎氏のものまねをするようになってすぐに、霊体験をするようになった。
- 本物のシュワルツェネッガーと会った際に、鼻で笑われた。
- 本職はおしぼり屋である。（ものまねバトル出演時、おしぼりのネタをやった直後のインタビューにて）
- 本人の唯一のこだわりである映画ターミネーター2モデルのショットガンは、銃砲刀剣類所持等取締法（銃刀法）違反の疑いで四谷警察署に2週間押収され、科捜研でチェックされた。
- [1]お笑いコンビオードリーが自身のラジオ番組オールナイトニッポンで、カステラ一番のターミネーターのネタについて「鉄板ネタである。」と明言。

## 出演番組
- 第八法廷
- スターどっきり（秘）報告
- ものまね珍坊
- 上岡龍太郎のそっくりSP
- ものまねバトル
- ものまねバトルクラブ
- うたばん
- YA-YA-YAH
- ビートたけしの映画SP
- 24時間テレビ 「愛は地球を救う」（2010年）
- クイズ☆タレント名鑑
- ポップジャム
- ニッテる!
- ルックルックこんにちは
- アッコにおまかせ!
- タモリの超ボキャブラ天国
- 明けまして!爆笑&ネプ正月
- Matthew's Best Hit TV
- 内村プロデュース
- おネプ!
- ウッチャンナンチャンの炎のチャレンジャーそっくりSP
- きよしとこの夜
- リンカーン
- 水曜日のダウンタウン（2017年12月27日[2]）
- 相席食堂（2022年9月28日）